# Economia de Palestina

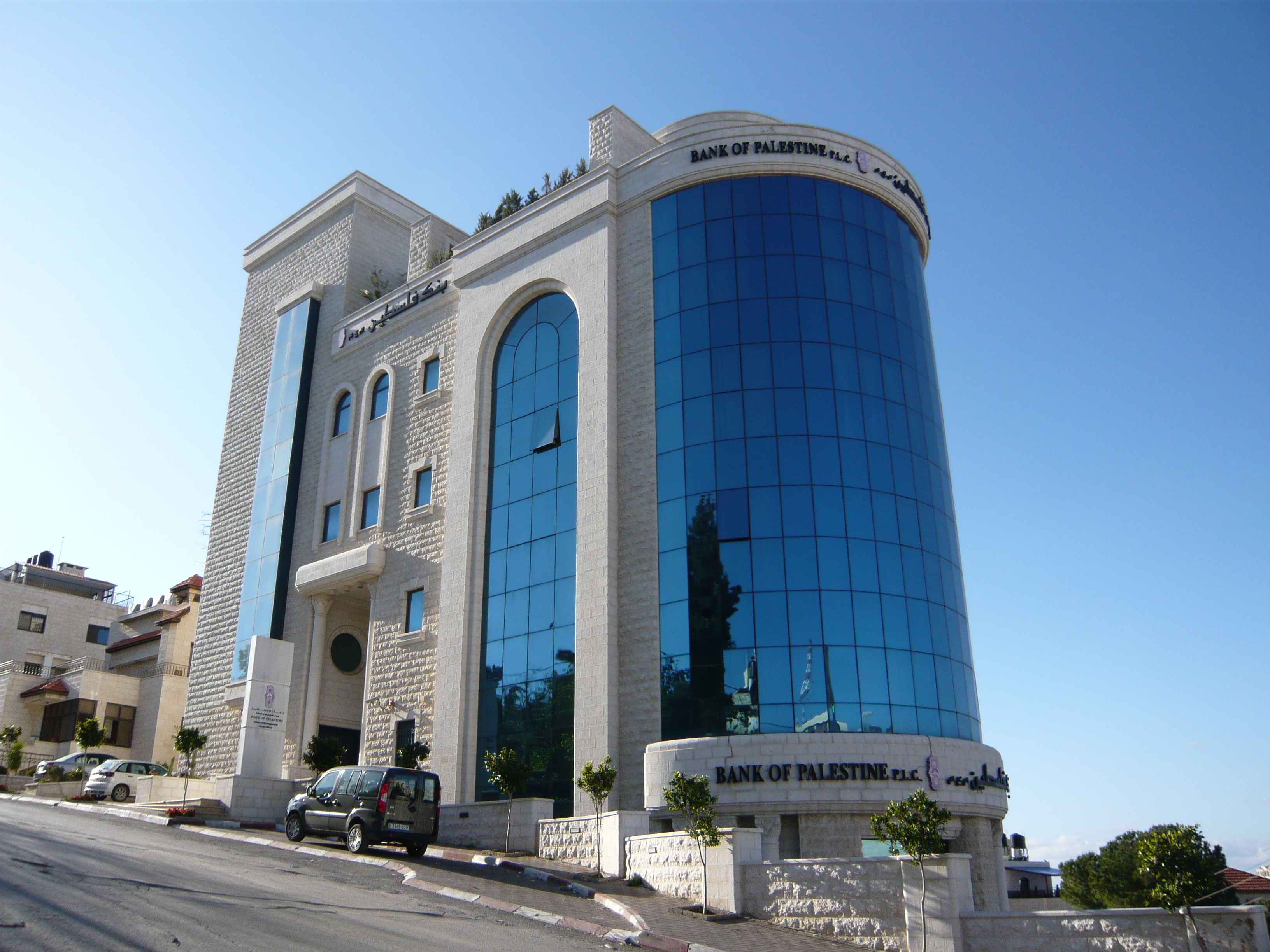
Banc de Palestina a Ramal·lah.

L'Economia de Palestina o dels Territoris palestins es refereix a l'economia de les àrees sota l'administració de l'Autoritat Nacional Palestina a Cisjordània i la Franja de Gaza.

## Història
El PIB per capita als territoris palestins va augmentar un 7% a l'any de mitjana de 1968 fins a 1980, però es va reduir durant la dècada de 1980. Entre 1970 i 1991 l'esperança de vida va passar de 56 a 66 anys, la mortalitat infantil per cada 1.000 va caure de 95 a 42, el percentatge de llars amb electricitat va passar de 30% a 85%, el percentatge de llars amb aigua potable va augmentar del 15% al 90 %, el percentatge de llars amb un refrigerador va passar del 11% al 85%, i el percentatge de llars amb rentadora va augmentar del 23% en1980 al 61% en 1991.
Les condicions econòmiques a Cisjordània i a Gaza, en la qual l'activitat econòmica es regeix pel "Protocol Econòmic de París" d'abril de 1994 entre Israel i l'Autoritat Palestina, es van deteriorar a principis de 2000. El PIB per capita de Cisjordània i la Franja de Gaza es va reduir 36,1% entre 1992 i 1996, a causa de l'efecte combinat de la caiguda dels ingressos agregats i el ràpid creixement de la població. La desacceleració de l'activitat econòmica es va deure entre altres coses a la corrupció del govern de la recentment creada Autoritat Palestina, i a les polítiques de bloqueig d'Israel que argumentava actuava en resposta a incidents de seguretat, la qual cosa va pertorbar el treball prèviament establert i les relacions mercantils del mercat.
Els més greus efectes socials negatius d'aquesta crisi han estat l'aparició de la desocupació crònica. Les taxes mitjana de desocupació durant la dècada de 1980 van ser en general de menys del 5%; a mitjan dècada de 1990 aquesta xifra havia augmentat a més del 20%. A l'octubre de 1999, Israel va permetre l'obertura d'un pas segur entre Cisjordània i la Franja de Gaza, de conformitat amb el "Acord Provisional" de 1995. Aquests canvis en el comportament de l'activitat econòmica van produir una recuperació econòmica moderada en els anys 1998 i 1999.
En el mes de desembre de 2006, la desocupació havia augmentat del 23% en 2005 a més del 50%. Com a resultat dels bloquejos navals i terrestres d'Israel i d'Egipte, el 85 per cent de les fàbriques van ser tancades o funcionaven a menys del 20 per cent de la seva capacitat. Les empreses israelianes van ser perdent $ 2 milions al dia pel tancament, però Gaza estava perdent $ 1 milió al dia. El Banc Mundial estima que elPIB nominal dels territoris era de 4.007 milions de dòlars dels EUA i el d'Israel en 161.822 milions de dòlars dels EUA. En renda per capita aquestes xifres són, respectivament, 1.036 dòlars dels EUA i 22.563 dòlars dels EUA per any.
Durant 30 anys, Israel va permetre a milers de palestins entrar al país cada dia per treballar en la construcció, l'agricultura i altres treballs manuals. Fins a mitjans de la dècada de 1990, fins a 150.000 persones- (una cinquena part de la força de treball palestina) va entrar a Israel tots els dies. Després que alguns grups armats palestins van deslligar una ona d'atemptats suïcides, la idea de la separació dels palestins va tirar arrels a Israel. Israel es va trobar amb una pèrdua important demà d'obra, i a poc a poc es va anar reemplaçant a la major part dels palestins amb immigrants procedents de Tailàndia, Romania i altres països.
En 2005, el Ministeri d'Hisenda de l'ANP va indicar que el mur de Cisjordània, la construcció del qual es va iniciar en el segon semestre de 2002, va ser una de les raons per a la depressió de l'activitat econòmica palestina. El creixement real del PIB a Cisjordània es va reduir considerablement en els anys 2000, 2001, i 2002, i va augmentar lleugerament en els anys 2003 i 2004. El Banc Mundial atribueix el modest creixement econòmic des de l'any 2003 al fet que cal disminuir els nivells de violència, amb menys tocs de queda, així com a l'adaptació per part de les empreses palestines als controls d'una economia limitada a Cisjordània ". En un escenari de desconnexió el Banc va predir una taxa de creixement real de -0,2% en2006 i -0,6% en 2007.
Després de les eleccions legislatives de gener de 2006, guanyades per Hamàs, el Quartet (amb excepció de Rússia) va tallar tots els fons a l'Autoritat Palestina dirigida pel primer ministre Ismail Haniyah (de Hamàs). L'Autoritat Palestina va registrar un dèficit de caixa mensual d'entre $ 60 i 70 milions de dòlars després que va rebre entre $ 50 milions i 55 milions de dòlars d'Israel per concepte d'impostos i drets de duana percebuts pels funcionaris israelians a les fronteres. Després de les eleccions, el mercat de valors palestí va caure un 20 per cent, i l'Autoritat Palestina va esgotar la seva capacitat de crèdit amb els bancs locals. Israel va deixar de transferir els $ 55 milions en ingressos fiscals a l'Autoritat Palestina. Aquests fons representen un terç del pressupost de l'Autoritat Palestina i pagaven els salaris de 160.000 funcionaris palestins (entre ells 60.000 de seguretat i oficials de policia). Els Estats Units i la Unió Europea van detenir les ajudes directes a l'Autoritat Palestina, mentre que els EUA van imposar un bloqueig financer als bancs de l'Autoritat Palestina, la qual cosa va impedir que alguns dels fons de la Lliga Àrab (per exemple, Aràbia Saudita i Qatar) es transfereixin a l'Autoritat Palestina. Al maig de 2006, centenars de palestins es van manifestar a Gaza i Cisjordània, exigint el pagament dels seus salaris. La tensió entre Hamàs i Al Fatah va augmentar com a resultat d'aquest debilitament econòmic en l'Autoritat palestina.
Segons el Banc Mundial en el primer semestre de l'any 2010, l'economia palestina va créixer un 7% però depenent molt de l'ajuda estrangera. La desocupació va descendir a Gaza del 45% en 2008 al 39% en 2009, i a Cisjordània va descendir del 20% en 2008 a 18% en 2009.

## Ajuda al desenvolupament
Cisjordània i Gaza s'han convertit en economies que depenen en gran manera de l'ajuda estrangera que es va situar en 1.800 milions en l'any 2008. Aproximadament el 30% del PIB, o 487 dòlars EUA per palestí a l'any és provinent d'ajuda exterior. L'ajuda d'altres estats i les institucions proporciona serveis essencials per a gairebé la meitat del poble palestí, i permet a l'Autoritat Palestina funcionar i pagar els salaris a més de 140.000 empleats.